# 문장초등학교 (경기)
문장초등학교는 대한민국 경기도 여주시에 있는 공립 초등학교이다.

## 학교 연혁
- 1938년 4월 23일 : 효지공립국민학교 부설 문장간이학교 인가
- 1944년 5월 1일 : 문장공립국민학교 승격 개교
- 1950년 5월 23일 : 제 1회 졸업식 거행
- 1983년 3월 1일 : 병설 유치원 인가(1학급)
- 1996년 3월 1일 : 문장초등학교로 개명(6학급)
- 2017년 2월 3일 : 제68회 졸업식 거행(2,726명)
- 2021년 1월 11일 : 제 72회 졸업식(2,761명)
- 2021년 3월 1일
  - 온라인교과서 선도학교, 교과특성화, 예술로행복오케스트라운영교등
  - 초등 6학급, 병설유치원 1학급
  - 제26대 황규애 교장선생님 취임[2]

## 참고 자료
- 문장초등학교 - 한국교육학술정보원 학교알리미